# Väinö Sipilä

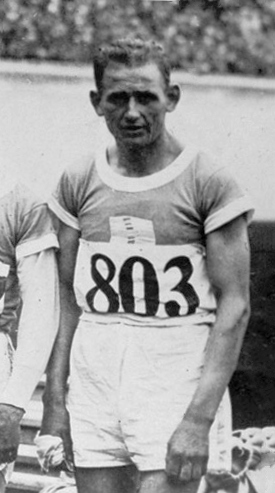
Väinö Sipilä 1928

Väinö Sipilä (Väinö Jeremias Sipilä; * 24. Dezember 1897 in Pälkäne; † 11. September 1987 ebenda) war ein finnischer Langstreckenläufer.
Bei den Olympischen Spielen 1924 in Paris wurde er Vierter über 10.000 Meter. Im Crosslauf-Wettbewerb erreichte er nicht das Ziel, wurde aber wie die anderen Mitglieder des siegreichen finnischen Teams mit der Goldmedaille ausgezeichnet.
1928 wurde er nach einem fünften Platz beim nationalen Testrennen für den Marathon der Olympischen Spiele in Amsterdam nominiert, bei dem er auf dem 15. Platz einlief. 
Am 19. Juni 1925 stellte er in Stockholm mit 1:06:29 h einen Weltrekord über 20.000 Meter auf, am 16. September 1928 in Tampere mit 1:43:07,8 h einen weiteren über 30.000 Meter.
Viermal wurde er finnischer Meister im Crosslauf (1923–1925, 1929) und einmal über 10.000 Meter (1923).

## Persönliche Bestzeiten
- 10.000 m: 31:30,2 min, 6. Juli 1929, Stettin
- Marathon: 2:41:31 h, 20. August 1931, Viipuri